# Географічні дані
Географíчні дáні (англ. Geographic data) — будь-яка інформація про об'єкти і явища, які можливо представити через віднесення до поверхні Землі. Прикладом таких даних може бути загальний опис — назва території, чи назва відповідного геологічного шару. Об'єми географічних даних є цифровими даними, що входять до складу геоінформаційних систем (ГІС). Вони можуть бути репрезентований як пікселі, крапки, лінії, криві і полігони або комбінації цих елементів.
У Сполучених Штатах Америки географічні дані збираються органами центральної влади і перебувають у вільному доступі. У Євросоюзі спеціальною директивою (INSPIRE directive) впроваджуються відкриті стандарти, сумісні з національними стандартами окремих країн-членів.